# Excavatrice à godets
Pour les articles homonymes, voir BWE.

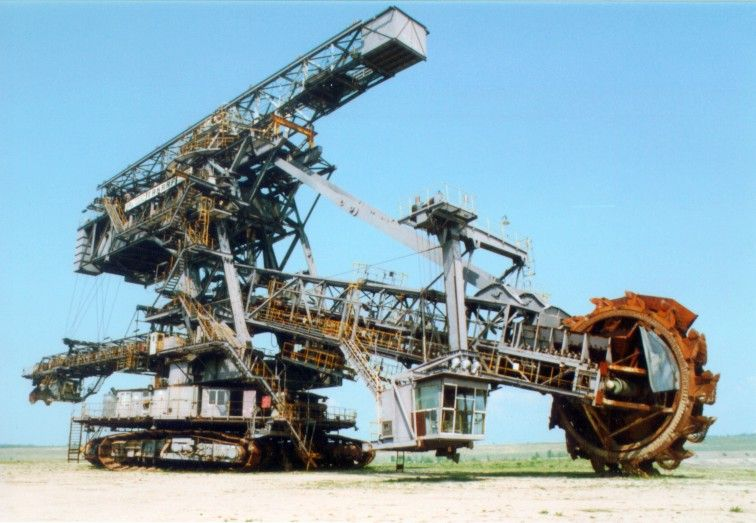
Excavatrice à godets à Ferropolis, en Allemagne.

Une excavatrice à godets (Bucket-wheel excavators (BWEs) en anglais) est un engin de génie civil utilisé notamment dans l'exploitation de gisements de surface. La fonction principale des BWEs est d'agir comme une machine à creuser continue dans les mines à ciel ouvert à grande échelle.
Les excavatrices à godets sont parmi les plus grands véhicules jamais construits. Selon le Livre Guinness des records, la plus grande excavatrice à godets, Bagger 293 (construite par le combinat TAKRAF), est le plus lourd véhicule terrestre.

## Histoire
Les premières excavatrices à godets sont construites dans les années 1920. Elles sont utilisées conjointement avec d'autres machineries minières (bandes transporteuses, concasseurs, systèmes de lixiviation en tas, etc.) pour creuser et déplacer le mort-terrain.
Bien que le concept général n'ait pas beaucoup changé avec le temps, la taille de ces excavatrices a augmenté énormément. Les BWEs construites depuis les années 1990, telles Bagger 293, ont atteint des tailles de 96 mètres de haut et 225 mètres de long pour une masse de 14 200 tonnes. La roue à godets elle-même peut faire plus de 21 mètres de diamètre et compter jusqu'à 20 godets, dont chacun peut contenir 15 m3 de matériau.
Les excavatrices à godets peuvent opérer jusqu'à des températures de −45 °C.

## Structure
La roue à godets, qui a donné son nom à ces machines, est une grande roue ronde munie d'une configuration de godets, fixée à une flèche et capable de tourner. Les matériaux ramassés par la roue de coupe sont renvoyés le long de la flèche. Dans les premières roues à godets de type cellulaire, le matériau était transféré par une goulotte partant de chaque godet, tandis que les modèles plus récents sans cellule et semi-cellulaires utilisent une goulotte stationnaire par laquelle tous les godets se déchargent.

### Articles connexes

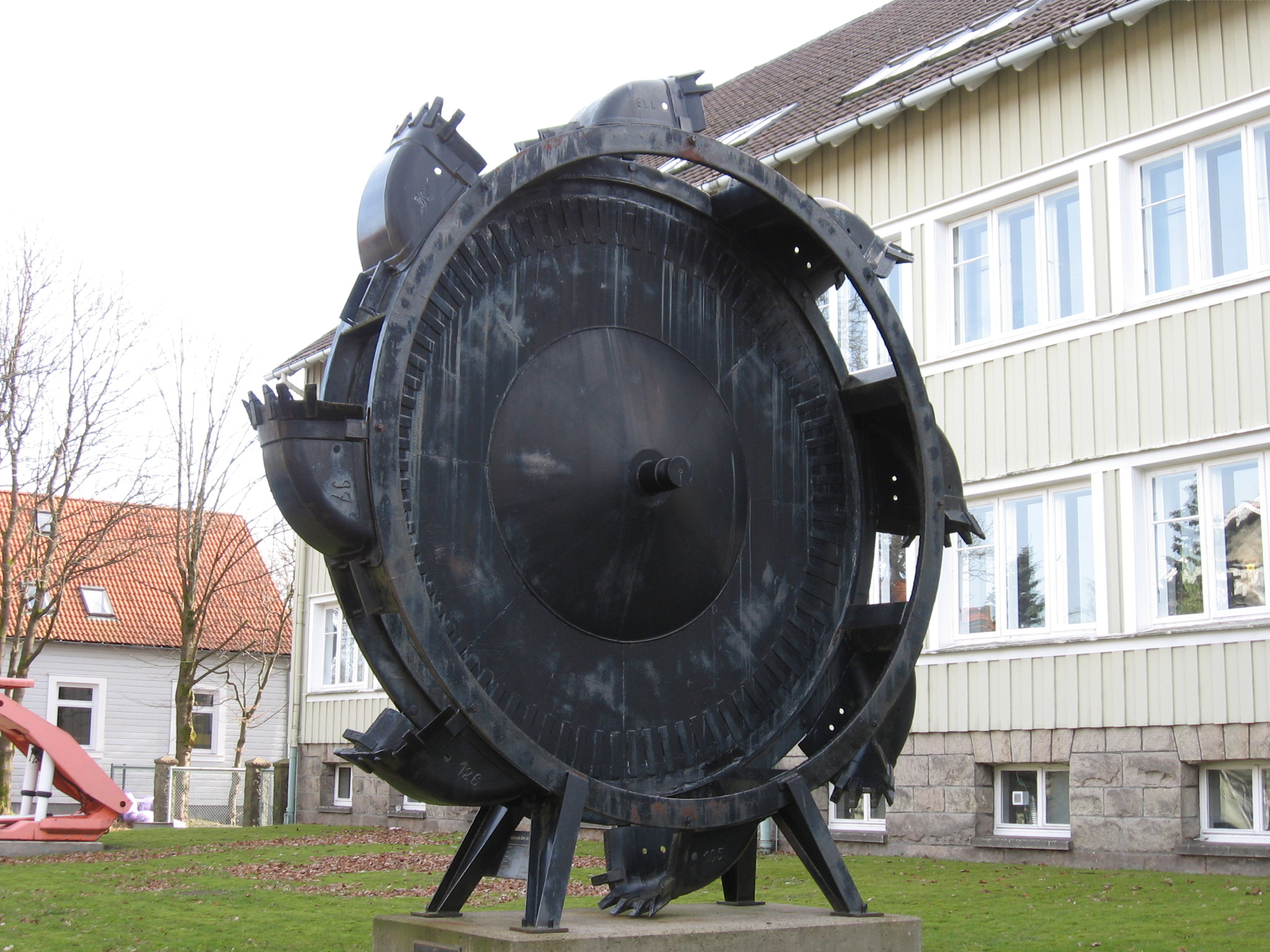
Roue à godets.
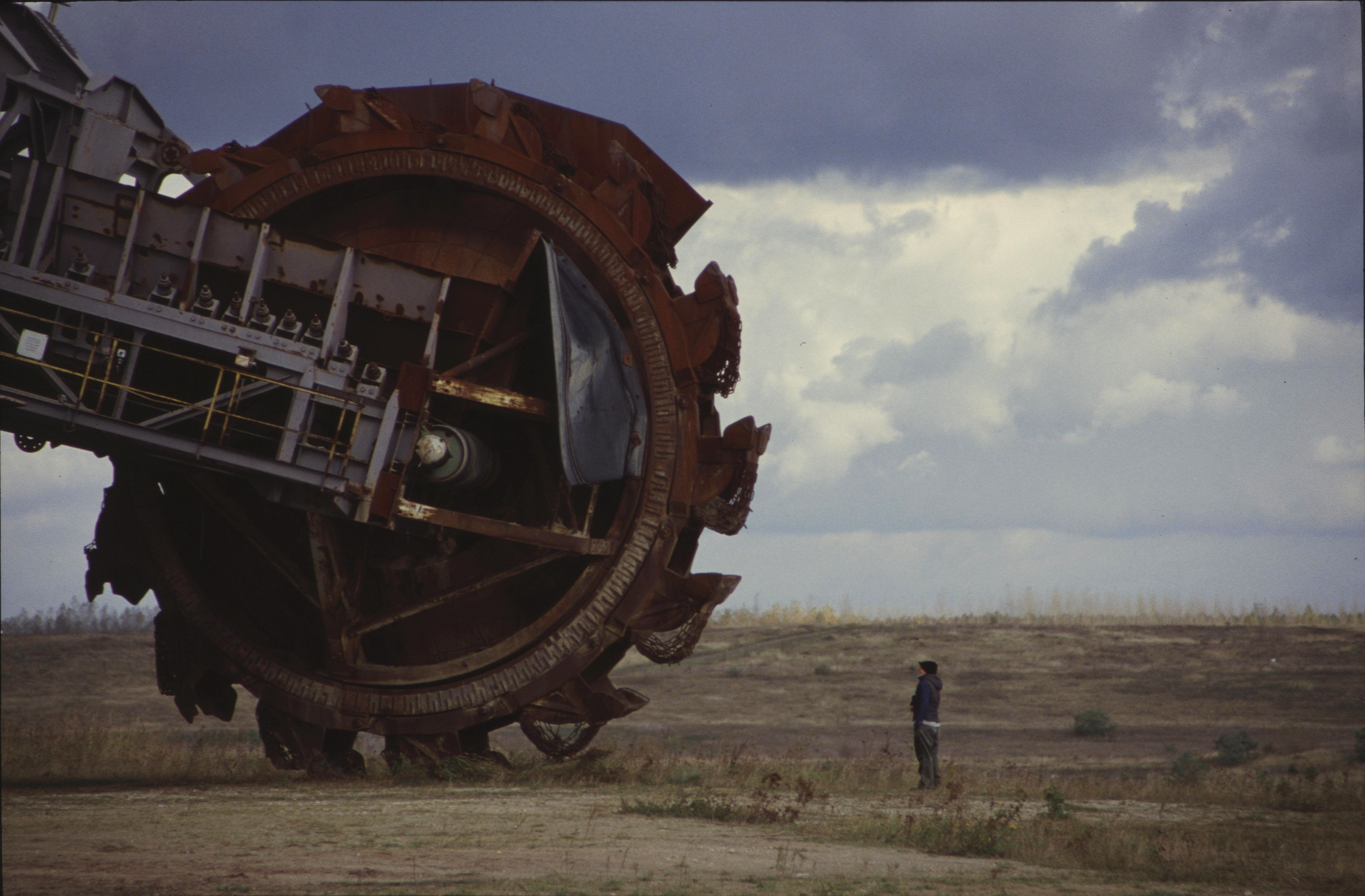
Roue à godets pour une mine de lignite. Décembre 2020.
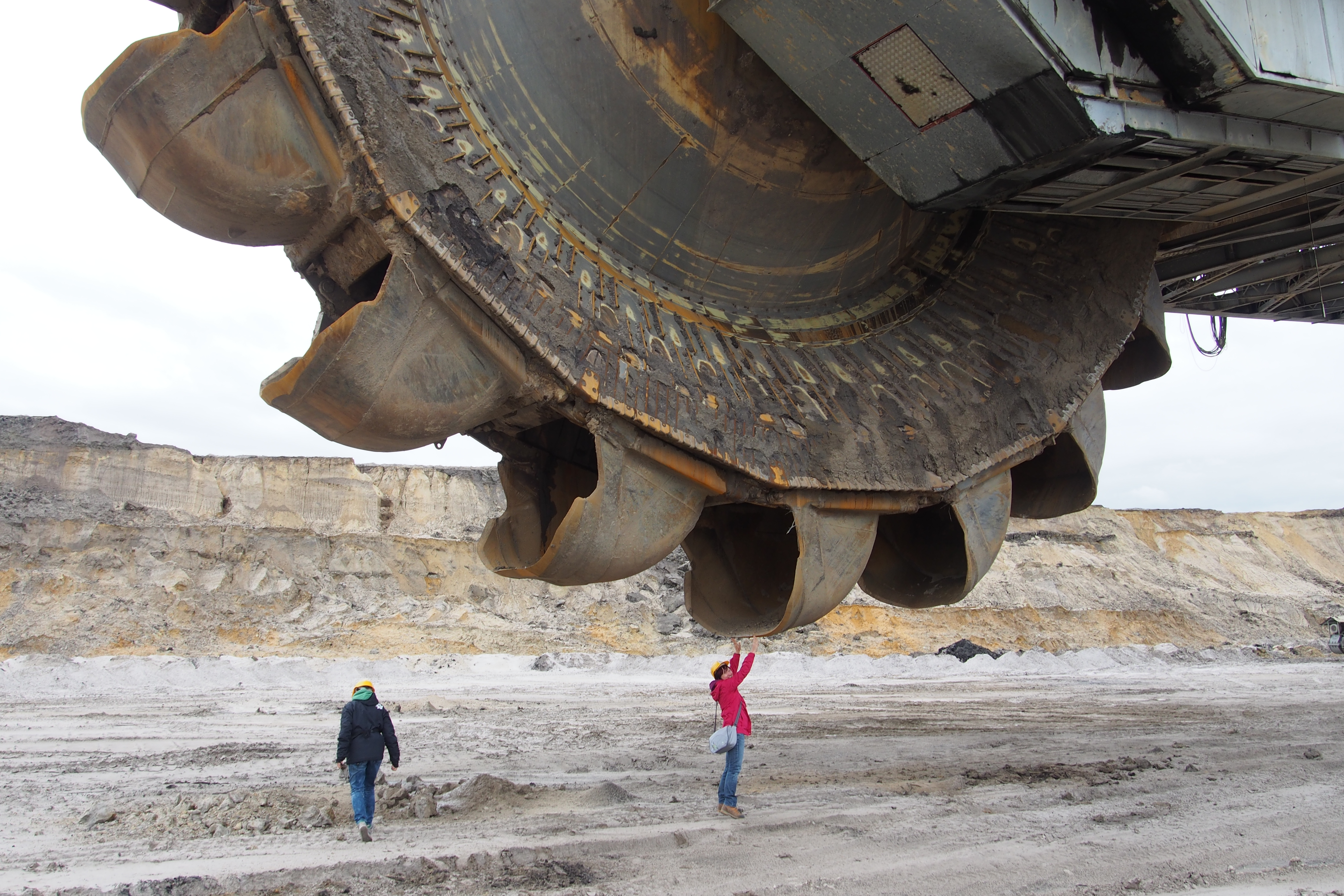
Roue à godets dans la mine de Welzow-Süd du bassin minier de Lusace, Allemagne. Mai 2014.